# Blepyrus rhopoideus
Blepyrus rhopoideus är en stekelart som först beskrevs av Kerrich 1967.  Blepyrus rhopoideus ingår i släktet Blepyrus och familjen sköldlussteklar. Inga underarter finns listade.